# Эфир (космический аппарат)
«Эфир» — серия советских космических аппаратов (КА), предназначавшихся для исследования магнитосферы Земли. Задачей КА «Эфир» являлось исследование частиц высоких энергий, изучение зарядового состава, энергии первичных частиц и характеристик их взаимодействия с веществом.
Спутники разработаны в ЦСКБ-Прогресс.
КА «Эфир» был разработан на базе космического аппарата типа «Бион». Научная аппаратура представляла собой моноблок массой 2450 кг, состоящий из детекторов заряда, детектора энергии и блоков электроники.
Всего было запущено 2 космических аппарата.
В ходе их работы удалось зарегистрировать около 20000 первичных частиц с энергией, большей чем 1012 эВ. Данная информация была получена впервые в мировой практике космических полетов.

## Список запусков
| Обозначение | Тип  | Время запуска (GMT) | Ракета-носитель | Сведён с орбиты/Разрушился |
| ----------- | ---- | ------------------- | --------------- | -------------------------- |
| Космос-1543 | Эфир | 10.03.1984 17:00    | Союз-У 11А511У  | 5.04.1984                  |
| Космос-1713 | Эфир | 27.12.1985 17:06    | Союз-У 11А511У  | 22.01.1986                 |